# Jornal Nacional
Il Jornal Nacional (in portoghese: Giornale Nazionale o TG Nazionale) è il telegiornale serale di TV Globo, e il primo telegionale trasmesso in diretta nazionale in Brasile, dal 1º settembre 1969.